# Plateau d'Hauteville
Plateau d'Hauteville is een commune nouvelle in het Franse departement Ain in de regio Auvergne-Rhône-Alpes. De gemeente telde 4.790 inwoners op 1 januari 2022.

## Geschiedenis
Op 1 augustus 1942 fuseerden de toenmalige gemeenten Hauteville en Lompnes tot Hauteville-Lompnes en op 1 september 1964 werden de gemeenten Lacoux en Longecombe opgenomen in deze gemeente. Op 1 januari 2019 fuseerde Hauteville-Lompnes met Cormaranche-en-Bugey, Hostiaz en Thézillieu tot Plateau d'Hauteville.

## Geografie
De oppervlakte van Plateau d'Hauteville bedroeg op 1 januari 2022 106,11 vierkante kilometer; de bevolkingsdichtheid was toen 45,1 inwoners per km².

De vier deelgemeenten van Plateau d'Hauteville.